# Orto
Orto település Franciaországban, Corse-du-Sud megyében. Lakosainak száma 71 fő (2022. január 1.). Orto Guagno, Poggiolo, Soccia és Corte községekkel határos.

## Népesség
A település népességének változása:
| Lakosok száma | 122  | 89   | 44   | 55   | 57   | 58   | 55   | 51   | 50   | 71   |
|               | 1968 | 1982 | 1990 | 2006 | 2011 | 2016 | 2017 | 2019 | 2020 | 2022 |